# Iouri Charguine
Iouri Gueorguievitch Charguine (en russe : Юрий Георгиевич Шаргин) est un cosmonaute russe, né le 20 mars 1960.

## Biographie
Il est divorcé et a deux enfants.
Il est lieutenant colonel de l'armée spatiale russe.

## Vols réalisés
Il réalise une unique mission en tant qu'ingénieur de vol à bord de la Station spatiale internationale, décollant le 14 octobre 2004 à bord de Soyouz TMA-5, rejoignant la Terre le 24 octobre à bord de Soyouz TMA-4.